# Áustria nos Jogos Olímpicos da Juventude
A Áustria participou pela primeira vez nos Jogos Olímpicos de Verão da Juventude na sua primeira edição, em 2010. O país participou também na primeira edição edição de Inverno (2012). Até ao momento, foi nas Olimpíadas de Inverno da Juventude que a Áustria mais medalhas conquistou.

## Quadro de Medalhas

### Medalhas por Jogos de Verão
| Jogos          | Ouro | Prata | Bronze | Total |
| Singapura 2010 | 1    | 0     | 3      | 4     |
| Total          | 1    | 0     | 3      | 4     |

### Medalhas por Jogos de Inverno
| Jogos          | Ouro | Prata | Bronze | Total |
| Innsbruck 2012 | 6    | 4     | 3      | 13    |
| Total          | 6    | 4     | 3      | 13    |

### Medalhas por Esportes
| Esporte            | Ouro | Prata | Bronze | Total |
| Bobsleigh          | 0    | 0     | 1      | 1     |
| Canoagem           | 0    | 0     | 1      | 1     |
| Esqui alpino       | 3    | 0     | 2      | 5     |
| Esqui estilo livre | 2    | 0     | 0      | 2     |
| Hóquei no gelo     | 0    | 1     | 0      | 1     |
| Judo               | 0    | 0     | 1      | 1     |
| Luge               | 1    | 0     | 1      | 2     |
| Skeleton           | 0    | 2     | 0      | 2     |
| Triatlo            | 0    | 0     | 1      | 1     |
| Vela               | 1    | 0     | 0      | 1     |
| Total              | 0    | 1     | 3      | 4     |

### Medalhistas
| Edição                                          | Medalha | Nome                                                                 | Esporte            | Evento                   |
| ----------------------------------------------- | ------- | -------------------------------------------------------------------- | ------------------ | ------------------------ |
| Verão de 2010 (1 Ouro e 3 Bronzes)              | Ouro    | Lara Vadlau                                                          | Vela               | Byte CII feminino        |
| Verão de 2010 (1 Ouro e 3 Bronzes)              | Bronze  | Viktoria Wolffhardt                                                  | Canoagem           | Slalom K1 feminino       |
| Verão de 2010 (1 Ouro e 3 Bronzes)              | Bronze  | Christine Huck                                                       | Judo               | Até 52 kg feminino       |
| Verão de 2010 (1 Ouro e 3 Bronzes)              | Bronze  | Alois Knabl                                                          | Triatlo            | Individual masculino     |
| Inverno de 2012 (6 Ouros, 4 Pratas e 3 Bronzes) | Prata   | Benjamin Maier Robert Ofensberger                                    | Bobsleigh          | 2 homens                 |
| Inverno de 2012 (6 Ouros, 4 Pratas e 3 Bronzes) | Ouro    | Marco Schwarz                                                        | Esqui alpino       | Combinado masculino      |
| Inverno de 2012 (6 Ouros, 4 Pratas e 3 Bronzes) | Ouro    | Michelle Buchholzer                                                  | Esqui estilo livre | Esqui cross feminino     |
| Inverno de 2012 (6 Ouros, 4 Pratas e 3 Bronzes) | Ouro    | Elisabeth Gram                                                       | Esqui estilo livre | Halfpipe feminino        |
| Inverno de 2012 (6 Ouros, 4 Pratas e 3 Bronzes) | Ouro    | Marco Schwarz                                                        | Esqui alpino       | Slalom gigante masculino |
| Inverno de 2012 (6 Ouros, 4 Pratas e 3 Bronzes) | Ouro    | Miriam Stefanie Kastlunger                                           | Luge               | Feminino simples         |
| Inverno de 2012 (6 Ouros, 4 Pratas e 3 Bronzes) | Prata   | Áustria                                                              | Hóquei no gelo     | Competição feminina      |
| Inverno de 2012 (6 Ouros, 4 Pratas e 3 Bronzes) | Prata   | Carina Mair                                                          | Skeleton           | Feminino individual      |
| Inverno de 2012 (6 Ouros, 4 Pratas e 3 Bronzes) | Prata   | Stefan Geisler                                                       | Skeleton           | Masculino individual     |
| Inverno de 2012 (6 Ouros, 4 Pratas e 3 Bronzes) | Bronze  | Mathias Graf                                                         | Esqui alpino       | Slalom masculino         |
| Inverno de 2012 (6 Ouros, 4 Pratas e 3 Bronzes) | Bronze  | Christine Ager                                                       | Esqui alpino       | Super-G feminino         |
| Inverno de 2012 (6 Ouros, 4 Pratas e 3 Bronzes) | Bronze  | Miriam Stefanie Kastlunger Armin Frauscher Thomas Steu Lorenz Koller | Luge               | Revezamento time misto   |